# Romeo Frezzi
Romeo Frezzi (Jesi, 17 agosto 1867 – Roma, 2 maggio 1897) è stato un attivista italiano, anarchico, arrestato perché trovato in possesso di una foto che ritraeva, in un gruppo di persone, Pietro Acciarito, che aveva tentato di uccidere re Umberto I.

## Biografia
Nato a Jesi da Giovanni e Palmira Felcina, fu falegname. Ben poco si sa della sua vita e della sua formazione politica. Sposato con Assunta Franchi, originaria anche lei di Jesi, si trasferì a Roma nel 1891 per trovare migliori occasioni di lavoro. Venne assunto dall'artigiano Oreste Palmieri, che lo definirà "assiduo lavoratore" e lo ricorderà per la sua puntualità e serietà. Nel 1895 venne condannato a otto anni di detenzione per una "manifestazione sediziosa" contro il governo Crispi. Sappiamo che frequentava circoli di estrema sinistra e l'Avanti! ci riferisce (ma nessun'altra fonte lo confermerà) che era iscritto all'Associazione G. Garibaldi e al Partito Repubblicano. La polizia, dopo aver tentato invano di comprendere la sua ideologia politica, lo definì semplicisticamente "anarchico pericoloso" (sappiamo che in quegli anni anche molti comunisti, socialisti o repubblicani furono definiti anarchici dalle forze dell'ordine, così come alcuni anarchici furono definiti in altri modi). In ambito storiografico viene generalmente definito anarchico, ma talvolta anche repubblicano o socialista.

### L'arresto e la morte
La morte di Frezzi è strettamente legata al tentato regicidio di re Umberto I commesso da Pietro Acciarito il 22 aprile 1897. Dopo il fatto, la polizia avviò indagini tra gli anarchici di tutta Italia, ma in particolare romani, nel vano tentativo di dimostrare che l'atto individuale di Acciarito fosse in realtà frutto di un gigantesco complotto. Durante una perquisizione dell'abitazione del Frezzi venne rinvenuta una foto raffigurante diversi socialisti e, fra loro, il mancato regicida. Romeo venne dunque arrestato la sera del 27 aprile.
La sua morte avvenne in seguito a un durissimo interrogatorio nel carcere romano di San Michele, durante il quale la polizia tentava di estorcere una confessione di complicità con Acciarito. Sui fatti sono state fornite diverse versioni. La prima versione, fornita dalla questura di Roma, affermava che il Frezzi si era suicidato battendo ripetutamente la testa contro il muro. La seconda versione parlava invece di un improvviso aneurisma. Secondo la terza versione, invece, si sarebbe suicidato lanciandosi da una finestra del carcere che si affacciava su un cortile interno. L'Avanti condusse una dura battaglia per far emergere la verità. L'autopsia rivelò che la morte del Frezzi non poteva essere dovuta a un suicidio, ma sarebbe da attribuirsi a un inaudito pestaggio: si parla infatti di fratture al cranio, alla colonna vertebrale con distacco completo, alla spalla destra, alle costole e lesioni alla milza e al pericardio.

## Le proteste per l'omicidio
I funerali si tennero il 9 maggio e furono una grande manifestazione contro la monarchia. Il 22 agosto partì poi da Campo de' Fiori una manifestazione di 15.000 persone contro gli assassini "morali e materiali" del Frezzi. Anche in Parlamento gli esponenti dell'estrema sinistra chiesero chiarezza sul caso, ma di Rudinì, allora capo del governo, si assunse personalmente la responsabilità di fermare ogni indagine per scongiurare pericoli di sovversione. Il questore di Roma venne trasferito; le guardie carcerarie coinvolte vennero inizialmente arrestate, ma al processo (28 maggio) vennero assolte per "insufficienza di indizi" e lo Stato si limitò ad esonerarle dal servizio; i vertici della questura furono invece assolti per "inesistenza di reato".
Il processo contro gli altri presunti complici di Pietro Acciarito si concluse nel novembre del 1897 con un "non luogo a procedere contro tutti gli imputati per difetto e insufficienza di indizi". Si trattava degli anarchici Pietro Colabona, Cherubino Trenta, Aristide Ceccarelli, Ernesto Diotallevi, Federico Gudino, Ettore Sottovia, Umberto Farina ed Eolo Varagnoli.
Nell'agosto 1898 Sante Ferrini, Luigi Lorenzo Leoni, Ettore Sottovia e Filippo Cappelletti furono arrestati dalla polizia prima di poter deporre una corona di fiori sulla tomba di Romeo Frezzi.

## La figura di Frezzi nel caso Pinelli
Il 15 dicembre 1969 il ferroviere e anarchico Giuseppe Pinelli morì cadendo da una finestra del quarto piano della Questura di Milano. Era indagato per la strage di Piazza Fontana, avvenuta 3 giorni prima. Pinelli era un noto anarchico dei circoli milanesi e in quel momento era in stato di fermo della polizia da più di 48 ore poiché, nonostante avesse un forte alibi e fosse di fatto totalmente estraneo all'attentato, non era ancora riuscito a provarlo. Il fermo era diventato illegale in quanto non convalidato dal magistrato. La Questura, in tre dichiarazioni differenti rilasciate successivamente alla stampa, sostenne che Pinelli si suicidò in quanto colpevole, ma incongruenze nelle dichiarazioni hanno portato a sospettare un omicidio politico, Il presunto motivo sarebbe che in questo modo non solo Pinelli non si sarebbe potuto difendere ma sarebbe stato riconosciuto come responsabile della strage, lasciando intendere che si fosse suicidato per evitare la cattura.
Nel 1970, l'anno seguente, Nelo Risi ed Elio Petri realizzarono il film documentario Documenti su Giuseppe Pinelli, diviso in 2 episodi, in cui ricostruiscono la vicenda. La parte realizzata da Risi ricostruisce la figura di Giuseppe Pinelli mentre quella di Petri, che vede tra gli attori Gian Maria Volonté, ironizza sulle tre versioni che la polizia fornì sul "suicidio" di Pinelli, ricostruite seguendo le diverse e contraddittorie indicazioni fornite dalla Questura, al fine di dimostrare come esse rendessero materialmente impossibile la caduta volontaria o accidentale dell'anarchico dalla finestra. Nel finale dello spezzone viene citata la figura di Romeo Frezzi, in quanto il suo caso, avvenuto 72 anni prima, presentava fondamentali congruenze: per esempio come la sua morte fosse stata taciuta come suicidio invece che, come si rivelò in seguito all'autopsia, omicidio. Dopo aver messo in scena il pestaggio di Frezzi per sottolineare questa analogia, Volonté conclude ironicamente dicendo "Pino Pinelli, l'ultimo di una lunga serie di anarchici suicidi".